# Takoma Park
Takoma Park is een plaats (city) in de Amerikaanse staat Maryland, en valt bestuurlijk gezien onder Montgomery County.

## Demografie
Bij de volkstelling in 2000 werd het aantal inwoners vastgesteld op 17.299.
In 2006 is het aantal inwoners door het United States Census Bureau geschat op 18.497, een stijging van 1198 (6,9%).

## Geografie
Volgens het United States Census Bureau beslaat de plaats een oppervlakte van
5,5 km², geheel bestaande uit land.

## Plaatsen in de nabije omgeving
De onderstaande figuur toont nabijgelegen plaatsen in een straal van 8 km rond Takoma Park.

## Geboren
- Maia Campbell (26 november 1976), actrice